# Siergiej Spasokukocki
Siergiej Iwanowicz Spasokukocki (ros. Сергей Иванович Спасокукоцкий, ur. 10 czerwca 1870, zm. 17 listopada 1942) – radziecki lekarz, chirurg. 
W 1912 został profesorem na uniwersytecie w Saratowie, a w 1926 został profesorem także na Uniwersytecie w Moskwie i Instytucie Medycyny. Był członkiem Akademii Nauk ZSRR. Jeden z rosyjskich pionierów chirurgii jelita, żołądka i torakochirurgii. Był także twórcą metody operacji bąblowca płuc. W 1929 opracował metodę mycia rąk w warunkach polowych za pomocą roztworu amoniaku. Pracując w Saratowie zaproponował nową metodę leczenia ropni mózgu polegającą na ich odbarczeniu, zanim zrobił to Walter Dandy. 